# Igreja Esperança
A Igreja Esperança é uma denominação protestante de orientação reformada e continuísta. Foi fundada em 19 de setembro de 2008, pelo pastor Guilherme de Carvalho. 
A denominação é conhecida pelos comentários políticos de seu pastor fundador, Guilherme de Carvalho, que foi diretor de Promoção e Educação em Direitos Humanos, no Ministério da Mulher, da Família e dos Direitos Humanos, no Governo Bolsonaro, mas promoveu críticas a gestão do governo na Pandemia de Covid-19.
Durante a Pandemia de Covid-19, o pastor defendeu o distanciamento social e manteve fechada a igreja durante o Natal de 2020.
A igreja se destaca ainda pela sua singularidade teológica. Subscreve a Confissão Belga, tradicional confissão das Igrejas Reformadas Continentais holandesas, bem como o Credo dos Apóstolos. Siltaneamente, defende a doutrina continuísta quanto aos dons carismáticos, sobretudo quando a crença em profecias contemporâneas.